# Tidernas väg
Tidernas väg är ett namn som man har givit en sträcka längs hela länsväg 272 samt riksväg 83 norr om Sibo för att marknadsföra vägen och bygden för turister. Vägen startar i Uppsala och slutar i Ånge.